# Ноосфера
Ноосфера (гръц. νόος – разум и σφαῖρα – сфера) – термин, въведен от Пиер Теяр дьо Шарден, предложен от Едуард Леруа (1870 – 1954) и използван от Владимир Вернадски. Ноосферата, в различна философска и природонаучна интерпретация на посочените учени, е най-общо нов стадий на еволюцията на биосферата – сфера на Разума.
В основата на теорията за ноосферата Леруа е представил идеите на Плотин (205 – 270) за еманациите на Единното (непознаваемото Първосъществуващо, отъждествявано с Благото) в Ума и световната Душа и с последващите им трансформации отново в Единното. Съгласно с Плотин, отначало Единното отделя от себе си световният Ум (нус), съдържащ в себе си света на идеите, след това Умът произвежда от своята същност световната Душа, която се дели на отделни души и твори света на чувствата. Материята възниква като низша степен на еманацията. Достигайки определена степен на развитие, съществата от чувствения свят започват да осъзнават собствената непълнота и се стремят към приобщение, а след това и към сливане с Единното.